# Teófilo Stevenson
Teófilo Stevenson Lawrence (Camagüey, 29 maart 1952 – Havana, 11 juni 2012) was een Cubaans bokser.
Hij was een van de drie boksers die erin slaagden om drie Olympische Spelen op rij goud te winnen. De enige anderen die dit lukten zijn de Hongaar László Papp en een andere Cubaan, Félix Savón. Stevenson boekte zijn Olympische successen in 1972, 1976 en 1980. Daarnaast haalde hij ook drie keer goud op de wereldkampioenschappen amateurboksen en twee keer goud op de Pan-Amerikaanse Spelen.
Hij overleed op 11 juni 2012 aan een hartaanval.

## Biografie

### Jonge jaren
Stevenson werd geboren in Camagüey. Zijn vader, Teófilo Stevenson Patterson, was een immigrant van Saint Vincent en zijn moeder, Dolores Lawrence, was een Cubaanse wier ouders van Saint Kitts kwamen. Vader Stevenson was zelf ook een tijd lang bokser.
Stevenson begon al op jonge leeftijd bezig met boksen in een sportzaal die door zijn vader gebouwd was. Hij werd begeleid door voormalig kampioen John Herrera. Stevenson en zijn vader hielden het feit dat Stevenson aan boksen deed lange tijd geheim voor moeder Dolores. Toen zij er achter kwam was ze aanvankelijk kwaad maar stemde uiteindelijk in met Teófilo's keuze.

### Vroege carrière
Midden jaren zestig boekte de jonge Stevenson vooruitgang onder Herrera. Hij won een jeugdtitel en kreeg extra training in Havana. Zijn overwinningen trokken de aandacht van Andrei Chervonenko, een vooraanstaande coach uit de Sovjet-Unie. Professionele sport was destijds verboden in Cuba en boksen mocht alleen nog worden gedaan onder toezicht van de door de overheid gesponsorde National Boxing Commission. Chervonenko runde Cuba's Escuela de Boxeo (boksschool).
Sinds zijn zeventiende kwam Stevenson uit in seniorencompetities. Op het Cubaanse kampioenschap werd hij echter verslagen door de meer ervaren Gabriel Garcia. Ondanks deze nederlaag boekte Stevenson later twee overwinningen op Nancio Carillo en Juan Perez, destijds twee van Cuba's beste boksers. Daarmee verwief hij zich een plaats in het nationale team voor de Centraal-Amerikaanse kampioenschappen van 1970. Hij werd verslagen na drie overwinningen, maar Stevenson bewees zich desondanks als een van Cuba's beste amateurboksers in de zwaargewichtklasse. Toen Stevenson in een wedstrijd de Oost-Duitser Bernd Andern versloeg, werd hij wereldwijd bekend.

### Olympische spelen
Op zijn 20e werd Stevenson uitgekozen voor het boksteam dat Cuba moest gaan vertegenwoordigen op de Olympische Zomerspelen 1972 in München. Stevensons eerste gevecht tegen de Pool Ludwik Denderys begon dramatisch, toen Stevenson hem binnen 30 seconden buiten westen sloeg en hem een verwonding aan het oog bezorgde. In de kwartfinale trof Stevenson de Amerikaanse bokser Duane Bobick, door wie Stevenson in 1971 al was verslagen op de Pan-Amerikaanse spelen. Stevenson versloeg Bobick in drie rondes, een wedstrijd die nog altijd gezien wordt als Stevensons meest memorabele overwinning. In de halve finale versloeg Stevenson met gemak de Duitser Peter Hussing. In de finale moest hij tegen de Roemeen Ion Alexe, maar die kwam niet opdagen vanwege een eerder opgelopen verwonding. Daarmee kreeg Stevenson automatisch de gouden medaille. Het was de eerste keer ooit dat Cuba goud won op dit onderdeel van de Spelen.
Op de Olympische Zomerspelen 1976 en de Olympische Zomerspelen 1980 deed Stevenson weer van zich spreken. Door deze triomfen werd hij een nationale held in Cuba. Stevenson hoopte op een vierde olympische titel in 1984, maar mocht niet deelnemen aan deze Spelen, omdat de Sovjet-Unie en daarmee ook Cuba besloten deze spelen te boycotten. In februari 1984 versloeg hij wel de latere olympisch kampioen van Los Angeles, Tyrell Biggs.

### Latere carrière en pensioen
Behalve op de Olympische spelen boekte Stevenson ook meerdere overwinningen op de Pan-Amerikaanse Spelen en de wereldkampioenschappen voor amateurs. Hij stond op het punt de overstap te maken naar professioneel boksen toen enkele Amerikaanse promotors hem vijf miljoen dollar boden voor een wedstrijd tegen Muhammad Ali maar Stevenson weigerde dit aanbod omdat hij zijn Cubaanse fans trouw wilde blijven.
In 1986 won Stevenson zijn laatste gouden medaille tijdens de wereldkampioenschappen in Reno, Nevada, na een overwinning op Alex Garcia. Kort hierna ging hij met pensioen. Op het moment dat hij stopte, had Stevenson in totaal aan 302 gevechten deelgenomen waarvan hij er maar 22 had verloren. Fidel Castro schonk hem een luxe landhuis. Stevenson werd benoemd tot coach van Cuba's sportprogramma voor amateurboksen.
In 1999 werd Stevenson op de Internationale Luchthaven Miami gearresteerd, omdat hij een baliemedewerker een kopstoot zou hebben gegeven, wat de man enkele tanden kostte. Hij werd op borgtocht vrijgelaten en vertrok naar Cuba voordat de zaak voor de rechter kon komen. De Cubaanse krant Trabajadores meldde dat Stevenson zou zijn uitgedaagd door iemand die anti-Cubaanse leuzen riep.

## Olympische overwinningen
1972
- Versloeg Ludwik Denderys (Polen) TKO 1
- Versloeg Duane Bobick (Verenigde Staten) TKO 3
- Versloeg Peter Hussing (West-Duitsland) TKO 2
- Walk-over tegen Ion Alexe (Roemenië), die zich in de halve finale blesseerde

1976
- Versloeg Mamadou Drame (Senegal) KO 2
- Versloeg Pekka Ruokola (Finland) KO 1
- Versloeg John Tate (Verenigde Staten) KO 1
- Versloeg Mircea Şimon (Roemenië) TKO 3

1980
- Versloeg Solomon Ataga (Nigeria) KO 1
- Versloeg Grzegorz Skrzecz (Polen) KO 3
- Versloeg István Lévai (Hongarije) 5-0 op punten
- Versloeg Pjotr Zajev (Sovjet-Unie) 4-1 op punten

## Andere prijzen
- In 1972 werd Stevenson eervol Master of Sports; een van de weinige buitenlanders die deze titel kreeg.
- Eveneens in 1972 kreeg Stevenson de Val Barker-trofee voor buitengewoon bokser.

- Bibsys: 14043642
- Gemeinsame Normdatei: 1025177231
- International Standard Name Identifier: 0000 0000 2362 4271
- Library of Congress Control Number: n84029694
- Virtual International Authority File: 67859189
- WorldCat: E39PBJB4dRQrFVHd9QM6WYGrbd

1904: Samuel Berger ·
1908: Albert Oldman ·
1920: Ronald Rawson ·
1924: Otto von Porat ·
1928: Arturo Rodríguez ·
1932: Alberto Santiago Lovell ·
1936: Herbert Runge ·
1948: Rafael Iglesias ·
1952: Ed Sanders ·
1956: Pete Rademacher ·
1960: Franco de Piccoli ·
1964: Joe Frazier ·
1968: George Foreman ·
1972: Teófilo Stevenson ·
1976: Teófilo Stevenson ·
1980: Teófilo Stevenson ·
1984: Henry Tillman ·
1988: Ray Mercer ·
1992: Félix Savón ·
1996: Félix Savón ·
2000: Félix Savón ·
2004: Odlanier Solís ·
2008: Rachim Tsjachkiev ·
2012: Oleksandr Usyk ·
2016: Jevgeny Tisjtsjenko ·
2020: Julio César La Cruz ·
2024: Lazizbek Mullojonov